# Liste der Nummer-eins-Hits in Australien (1962)
Diese Liste enthält alle Nummer-eins-Hits in Australien im Jahr 1962. Es gab in diesem Jahr 20 Nummer-eins-Singles.
| Singles |
| --- |
| - Charlie Drake – My Boomerang Won't Come Back - 6 Wochen (9. Dezember 1961 – 19. Januar 1962) - Sandy Nelson – Let There Be Drums - 1 Woche (20. Januar – 26. Januar) - Elvis Presley – Can't Help Falling in Love / Rock-A-Hula Baby - 6 Wochen (27. Januar – 2. März) - Bobby Darin – Multiplication / Irresistible You - 3 Wochen (3. März – 23. März) - Mr. Acker Bilk – Stranger on the Shore - 1 Woche (24. März – 30. März) - Dion – The Wanderer - 1 Woche (31. März – 6. April) - Kenny Ball and His Jazzmen – Midnight in Moscow - 1 Woche (7. April – 13. April) - Elvis Presley – Good Luck Charm / Anything That's Part of You - 6 Wochen (14. April – 25. Mai) - Lucky Starr – I've Been Everywhere - 2 Wochen (26. Mai – 8. Juni) - Larry Finnegan – Dear One - 2 Wochen (9. Juni – 24. Juni) - Ray Charles – I Can’t Stop Loving You - 4 Wochen (23. Juni – 20. Juli) - Toni Fisher – West of the Wall - 2 Wochen (21. Juli – 3. August) - Claude King – Wolverton Mountain - 1 Woche (4. August – 10. August) - Bobby Vinton – Roses Are Red (My Love) - 4 Wochen (11. August – 7. September) - Frank Ifield – I Remember You - 2 Wochen (8. September – 21. September) - Tommy Roe – Sheila - 3 Wochen (22. September – 12. Oktober) - Nat King Cole – Ramblin' Rose - 1 Woche (13. Oktober – 19. Oktober) - Del Shannon – The Swiss Maid - 3 Wochen (20. Oktober – 9. November) - Roy Orbison – Working for the Man / Leah - 5 Wochen (10. November – 14. Dezember) - The Tijuana Brass feat. Herb Alpert – The Lonely Bull / Acapulco - 3 Wochen (15. Dezember 1962 – 4. Januar 1963) |

Siehe auch: Nummer-eins-Hits 1962 in  Belgien, Deutschland, Frankreich, Irland, Italien, den Niederlanden, Norwegen, Spanien, den Vereinigten Staaten und im Vereinigten Königreich.